# Ладога (компания)
Компания «Ладога» — крупнейшая российская компания, занимающаяся производством и торговлей алкогольной продукцией. Входит в десятку крупнейших в России компаний, занимающихся производством и торговлей алкогольной продукцией.

## История
Компания «Ладога» была основана в 1995 году в Санкт-Петербурге.
«Ладога» — многопрофильный холдинг, имеющий в своем составе несколько предприятий как в России, так и в ряде европейских стран, на которых работает свыше 1000 человек.
Главный актив «Ладоги» — это собственный ликёро-водочный завод. В компании развита система дистрибуции во всех регионах России, а география экспортных поставок охватывает более чем 40 стран мира.
Компания «Ладога» регулярно завоёвывает награды на международных и российских выставках и дегустационных конкурсах.

## Основные этапы развития
- Основана в 1995 году как дистрибьюторская фирма в форме закрытого акционерного общества.
- В 1997 году запустила собственное производство ликёро-водочной продукции.
- С 2002 году занимается импортом и экспортом алкогольной продукции.
- С 2003 года производит продукцию сегмента Premium.
- В 2007 году преобразована в открытое акционерное общество.

## Производственные мощности
- Продукция компании производится на собственном ликёро-водочном заводе, который является одним из крупнейших и наиболее современных на северо-западе предприятием по производству алкогольных напитков, способным выпускать до 4-х миллионов декалитров в год.
- Производственные комплексы занимают площадь 3,6 га. Они оснащены новейшим высокотехнологичным европейским оборудованием, включая четыре автоматические суперсовременные линии по розливу (6 тыс. бутылок в час каждая) и цех сувенирной продукции (розлив которой идёт вручную) и обладают ресурсом наращивания производственных мощностей.
- Ликёро-водочная продукция выпускается с чётким контролем качества на всех этапах производства из высококачественного, экологически чистого сырья.
- Научно-производственная лаборатория компании имеет сертификат Госстандарта РФ. Инфраструктура предприятия включает в себя удобные подъездные пути для автомобильного и железнодорожного транспорта.

## Дистрибуция
В настоящее время компания «Ладога» выпускает около 100 наименований алкогольной продукции, которая поставляется по всей территории России, а также экспортируется более чем в 40 стран мира, включая США, Германию, Францию, Великобританию, страны СНГ, Восточной Европы и Юго-Восточной Азии.
Одним из развивающихся и перспективных направлений экспортной деятельности компании «Ладога» является производство частных марок для зарубежных компаний, например, компаний из США и Великобритании. Важным направлением деятельности компании является импорт и дистрибуция в России вин и коньяков из Франции, Италии, Испании, Аргентины и ЮАР.

## Награды
Продукция «Ладоги» была награждена более чем 60 золотыми медалями на различных международных конкурсах.
Лидер по количеству наград среди продуктов «Ладоги» — водка Imperial Collection Gold, являющаяся экспортным аналогом «Царской Золотой». 2012 год был особенно «урожайным» на награды, завоеванные Imperial Collection Gold. В частности, в 2012 году эта водка получила золотые медали на таких смотрах спиртных напитков, как International Review of Spirits Award 2012 и Beverly Hills International Spirits Awards 2012 (США), а также гран-при и 2 золотые медали конкурса The Vodka Masters 2012 (Великобритания). А в 2013 году Imperial Collection Gold завоевала Большую Золотую Медаль международного дегустационного конкурса Monde Selection 2013. Следует отметить, что ещё одна производимая компанией «Ладога» продукция — водка «Императорская коллекция Super Premium» — в 2008 году также была удостоена Большой Золотой Медали Monde Selection.
30 мая 2013 года в Брюсселе состоялась церемония награждения лауреатов дегустационного конкурса Superior Taste Award 2013, среди которых была и водка Imperial Collection Gold, завоевавшая золотую звезду. Конкурс Superior Taste Award, ежегодно организуемый Международным институтом вкуса и качества (ITQI), имеет репутацию «оскара» для продуктов питания. Международный институт вкуса и качества является ведущей независимой организацией шеф-поваров и сомелье, удостоенных звёзд Michelene и посвятивших себя экспертной оценке и сертификации пищевых продуктов и напитков превосходного вкуса. В состав независимого жюри по оценке напитков входят признанные сомелье, члены выдающейся Международной ассоциации сомелье (ASI), охватывающей более 30 национальных европейских организаций.
За последние 10 лет водки «Царская Золотая» и Imperial Collection Gold завоевали награды следующих престижных российских и международных дегустационных конкурсов и продовольственных выставок:
- выставка «Продэкспо» (Москва), 2003—2013 гг.
- дегустационный конкурс United Vodka (США).
- дегустационный конкурс Russian vodka & drinks for American market (США).
- дегустационный конкурс BestVodkaAward (Москва).
- выставка «Зеленая неделя» (Германия, Берлин).
- международная выставка продуктов питания и напитков ANUGA.
- международная выставка вин и спиртных напитков Vinexpo.
- выставка SIAL (Франция, Париж).
- дегустационный конкурс Moscow Wine & Spirits Competition.

Водка «Императорская коллекция» в футляре в форме яйца Фаберже в 2012 и 2013 годах завоевала награды Double Gold элитного международного конкурса Beverly Hills International Spirits Awards. Подарочный набор «Императорская коллекция Яйцо Фаберже» стилизован под работы Карла Фаберже и является настоящим шедевром ручной работы. Все декорированные детали покрыты 24-х каратным золотом, а графины с рюмками сделаны из венецианского стекла с изысканной позолотой.
Производимое «Ладогой» вино Conde Otiñano Reserva 2008 получило серебряную медаль VII Международного конкурса Zarcillo Award 2013. Конкурс является одним из наиболее значимых событий в мире вина, в котором участвуют производители из Европы, Америки, Азии, Океании и Африки.
Водка «ЗВЕРЬ», производимая «Ладогой» с 2013 года, завоевала 3 серебряные медали престижного европейского конкурса The Vodka Masters 2013. Жюри конкурса по достоинству оценило вкусовые качества водки «ЗВЕРЬ» и удостоило её серебряных медалей сразу в 3-х номинациях — «Россия», «Европа» и «Премиум» (Russia, Europe и Premium).
Продукция компании Fruko-Schulz, удостоилась трёх наград высшей степени на престижном европейском конкурсе The Liqueur Masters 2013. Ликёры Fruko Schulz Cream Liqueur, Fruko Schulz Green Apple и Fruko Schulz Bitter, получили высшие награды Master в трёх категориях — Cream, Fruit и Herbs & Bitters, соответственно. Награда Master присуждается продукту только в случае, если все судьи ставят оценку выше 90 баллов, что доказывает высочайшее качество продукции компании Fruko-Schulz. В 2012 году на этом же конкурсе серебряной медали удостоится десертный ликёр Fruko Schulz Coffee в категории «Дизайн и упаковка». Дизайн всей линейки ликёров Fruko Schulz был разработан специалистами известного лондонского агентства Claessens International.

## Общественная деятельность
«Ладога» оказывает благотворительную поддержку медицинским, культурным, образовательным, спортивным учреждениям и общественным организациям, а также участвует в проведении важных мероприятий государственного и международного уровня.
В частности, компания спонсировала строительство музыкального Карильона в Петергофе, работы по воссозданию Константиновского дворца и восстановлению Летнего сада, празднование 1250-летия Старой Ладоги, Международного саммита G20 в Санкт-Петербурге, проведение XI Международного музыкального фестиваля «Дворцы Санкт-Петербурга», Международного театрального фестиваля «Радуга», Международных соревнований по плаванию «Кубок имени Владимира Сальникова», Петербургского международного экономического форума, конкурсов «Золотой граммофон» и «Золотая маска», Международного военно-морского салона и ряда других мероприятий. ОАО ПГ «Ладога» является участником «клубов друзей» Эрмитажа, Русского музея и ГМЗ «Царское Село».
Компания «Ладога» также регулярно спонсирует общественно значимые мероприятия, проводимые различными СМИ. В частности, промышленная группа на протяжении многих лет является партнёром премии для лучших топ-менеджеров Санкт-Петербурга по версии газеты «Деловой Петербург» — «ТОП-100», всероссийского телевизионного конкурса «ТЭФИ», премии «Эксперт года», премии «Легенды Петербурга», присуждаемой газетой «Аргументы и факты», и многих других акций и мероприятий.